# Кобо, Бернабе
Бернабе́ Ко́бо (исп. Bernabé Cobo; ноябрь 1580, Лопера, Испания — 9 октября 1657, Лима, Перу) — выдающийся испанский историк-натуралист, иезуитский миссионер и писатель. Сыграл значительную роль в истории хинина, лекарства от малярии — иезуитской коры — дав её первое описание, в 1632 году он же привез её в Европу. Автор Истории Нового Света — обширнейшего труда по естественной истории Америки. Дал характеристику тихоокеанскому холодному течению, позже названного именем Гумбольта. В его честь названо растение Cobaea scandens из семейства Бигнониевые.

## Биография

### Семья
Его родителями были представители низшей знати Хуан Кобо и Каталина де Перальта. Бернабе являлся пятым ребёнком из шести детей в семье. Его крестили 26 ноября 1580 года.

### Путешествие в Америку
В 1596 году он был отправлен в Мексику, где пробыл несколько лет. Но на пути в Мексику побывал на острове Тринидад; на острове Эспаньола прожил один год. Потом перебрался в Перу (в пути он подружился с представителем Главы Ордена Иезуитов Эстебаном Паэсом, что наверно и послужило причиной его вступления в Лимский коллегий иезуитов Сан Мартин), когда исполнилось 68 лет с момента его завоевания испанцами, то есть в 1599 году.

### Учёба
Вступил в орден иезуитов 14 октября 1601 года. 18 октября 1603 года стал послушником. В 1609 году отправился в Куско, где остался на четыре года. В 1610 году посетил Тиуанако и Ла-Пас. Изучил языки кечуа и аймара. В Куско подружился с Алонсо Тупа Атау (Alonso Tupa Atau), потомком правителя Уайна Капака, и через него узнал об истории и традициях инков. Кобо лично видел полотна, составленные при Франсиско де Толедо и Сармьенто де Гамбоа, на которых была нарисована история правителей Инков, их общее количество и то, сколько лет они правили. Причем он точно так же как Гамбоа ошибочно говорит о более чем тысячелетнем правлении одиннадцати королей Инков.

### Миссионерская деятельность
В 1615 году был направлен в миссию в Хули, потом в Потоси, Кочабамба, Чукуито, Оруро и Ла-Пас, где проработал до 1618 года, поскольку был переведен на побережье в Арекипу, где от него не ускользнули любопытные надписи Наски, Ико и Писко, древних цивилизаций доинкской эпохи. Был ректором коллегии в Арекипе с 1618 по 1621 годы, потом в 1626 году в Писко, затем в Кольяо до 1630 года. Затем в 1631 был отправлен в Мексику, побывал в Никарагуа и Гватемале, где пробыл до 1643 года, но потом вернулся в Перу.

## Составление книги
Он старался узнать о первых жителях этой земли, о первых конкистадорах, о всех их детях, собирая множество сведений от свидетелей или от лиц, непосредственно что-либо узнавших от первого лица, использовал первые хроники (например, малоизвестного Бернардино Васкес де Тапия), письма и доклады конкистадоров (Доклад Педро Писарро), архивы светские и церковные, о чём он сам говорит в предисловии своей хроники. Потому его произведения могут считаться правдивыми и заслуживающими доверия.
Также он старался раскрыть тайны этого Нового мира, в частности особенности климата, природы, растений.
На составление своей многотомной книги Истории Нового Света у него ушло 40 лет, а закончена она была в июле 1653 года в городе Лима за четыре года до его смерти. К сожалению, от книги до нас дошла лишь Первая часть. Вторая и Третья части считаются утраченными. Первая часть содержит 14 книг и сообщает о природе Нового Света, в особенности о том, что там произрастает и выращивается (он составил длинный список представителей американской флоры и фауны), также в ней отведено место космографии. Вторая книга содержит описания раздела земель, изучение географических зон, гор, вулканов, рек. Все последующие до Одиннадцатой составляют Естественную Историю, наиболее полную и подробную из написанных о Новом Свете. Потому можно сказать, что собранное им на два столетия опережало собранное Александром фон Гумбольтом.
Кобо как историк, что интересно, приводит первым гипотезу о том, что индейцы пришли из Азии, пройдя через нынешний Берингов пролив, и основывается он на довольно четких, понятных доводах. Ему была известная фантастическая версия Монтесиноса о происхождении индейцев из мифической страны Офир, которую посещал Соломон, но он считал её ошибочной, ввиду того, что построена на более ранних ошибочных сведениях первых хронистов Нового Света и потому что никаких остатков присутствия жителей Старого Света в Америке не встречалось: ни названий, ни колоний, ни поселений. Также он большую часть своего труда посвятил Истории Инков: их происхождению, политике, религии, обычаям, быте. В частности он описывает географическую системы координат Инков — ceques — направляющих секе, исходивших из Куско.
Вторая книга тоже описывает Перу. Третья книга — о Мексике, Филиппинах, Молукках и островах Атлантического и Тихого океанов.

## Произведения
Его труд был найден в Библиотеке Церкви Сан Окасио в Севильи в 1893 году — Первая часть и отрывок из Второй.